# Pyxine schechingeri
Pyxine schechingeri är en lavart som beskrevs av Kalb. Pyxine schechingeri ingår i släktet Pyxine och familjen Physciaceae.   Inga underarter finns listade i Catalogue of Life.